# 戈亞斯市
戈亞斯市是巴西戈亚斯州的一个市镇。总面积3108平方公里，总人口26631人，人口密度8.6人/平方公里。它是該州的前首府，並保留了其大部分殖民時期的建築遺產、數百年的文化傳統和周圍繁茂的自然環境。

## 簡介
戈亞斯的開墾始於16世紀，隨著探險家在巴西深處探索自然和礦產財富，戈亞斯則是由其中著名的班代蘭蒂斯（為探險家、尋寶者之意） 巴爾托洛梅烏·布埃諾·達·席爾瓦（Bartolomeu Bueno da Silva）所成立，綽號為「安漢格拉（Anhangüera）」，在殖民時期時，該城市曾稱為 Vila Boa de Goyaz（葡萄牙語中的：Goyaz 好村莊）
過去曾是戈亞斯州的舊州首府，直到1937年政府席位轉移到戈亞尼亞後才漸漸地位，鑑於其歷史重要性，戈亞斯的歷史中心於 2001 年被列入聯合國教科文組織的世界遺產名錄。

## 参见

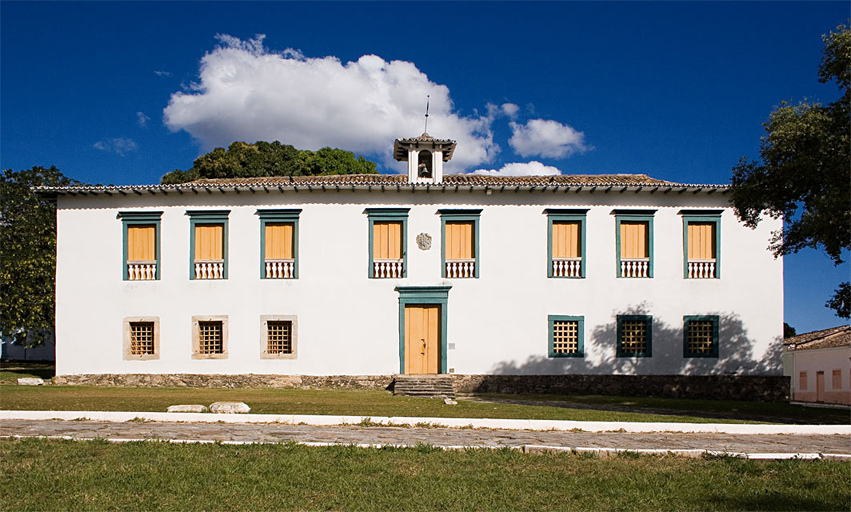
Antiga Casa da Câmara e Cadeia, atual MuBan
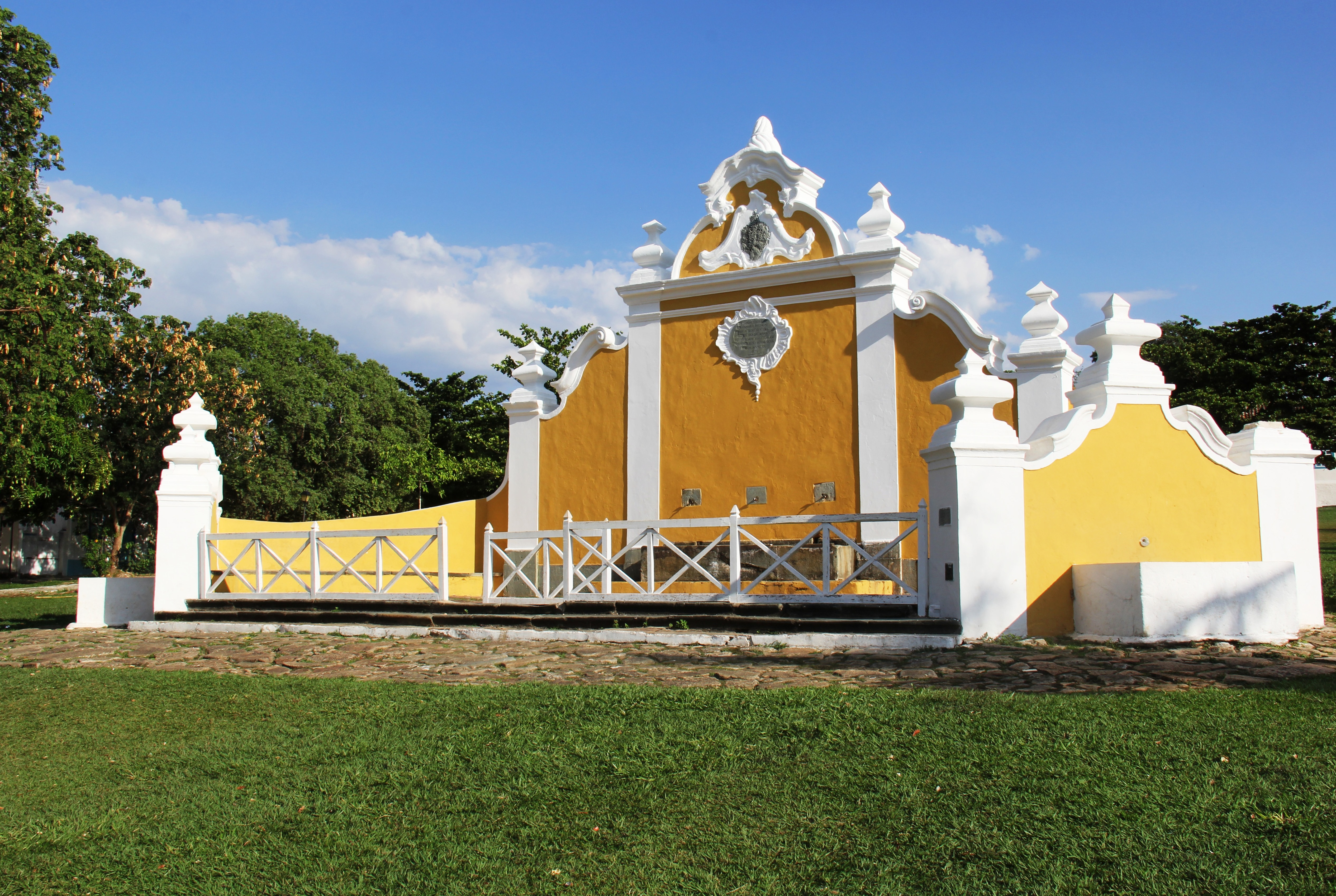
Chafariz de Cauda
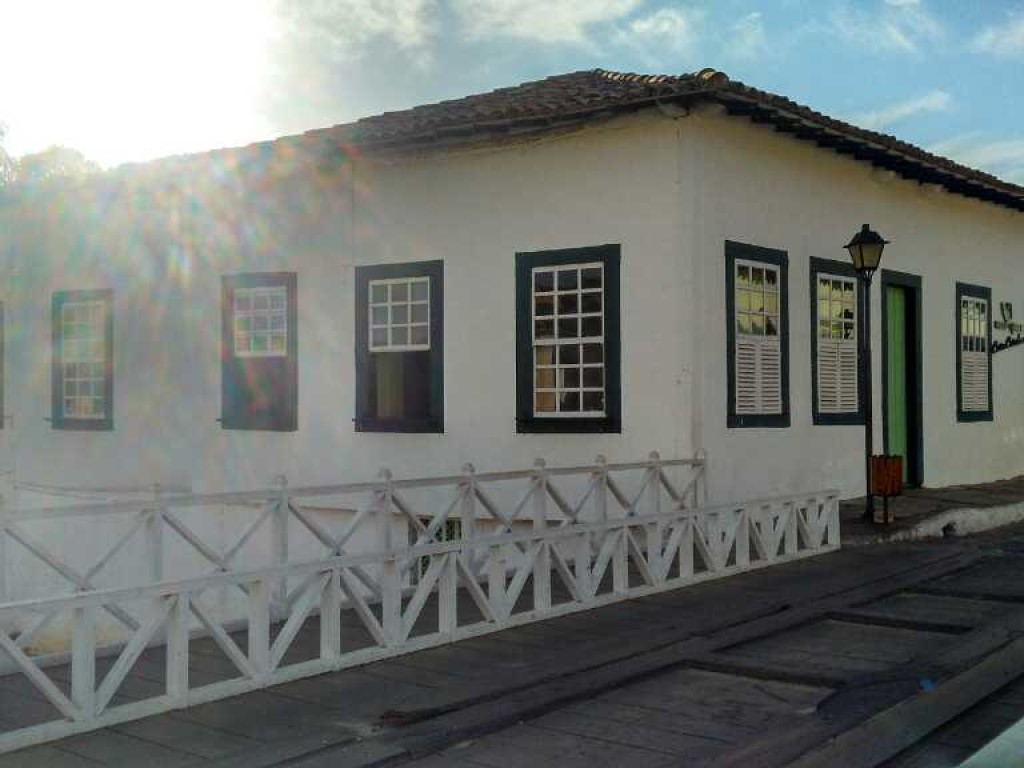
Casa de Cora Coralina
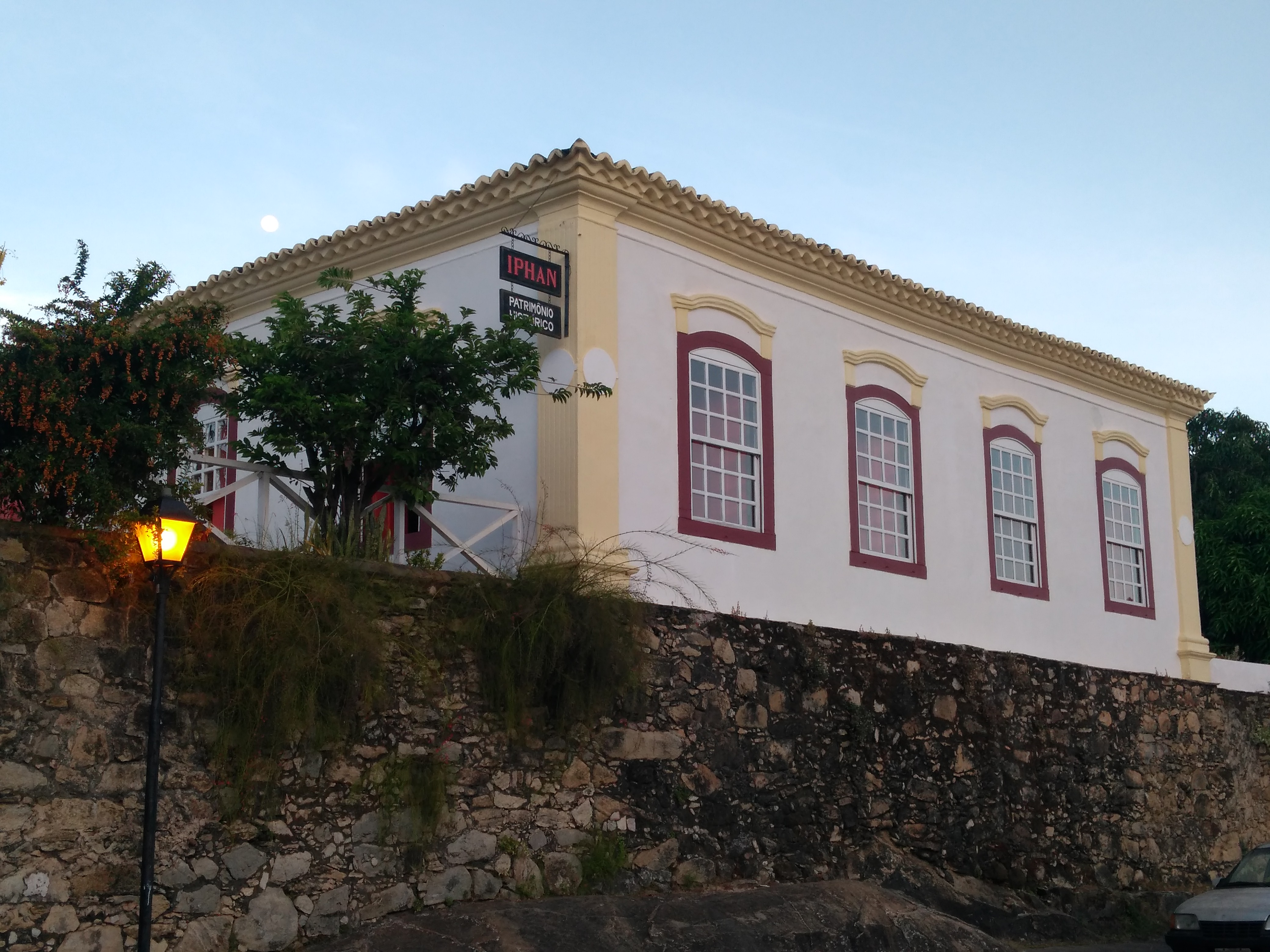
Casa do Bispo
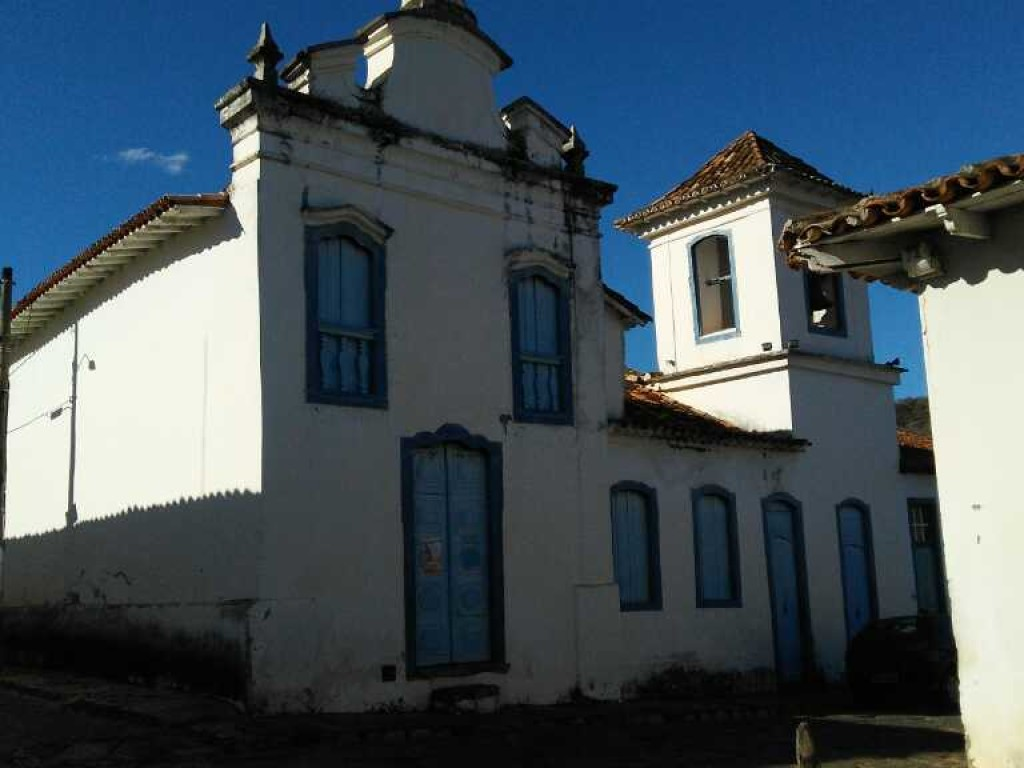
Igreja de Nossa Senhora d'Abadia
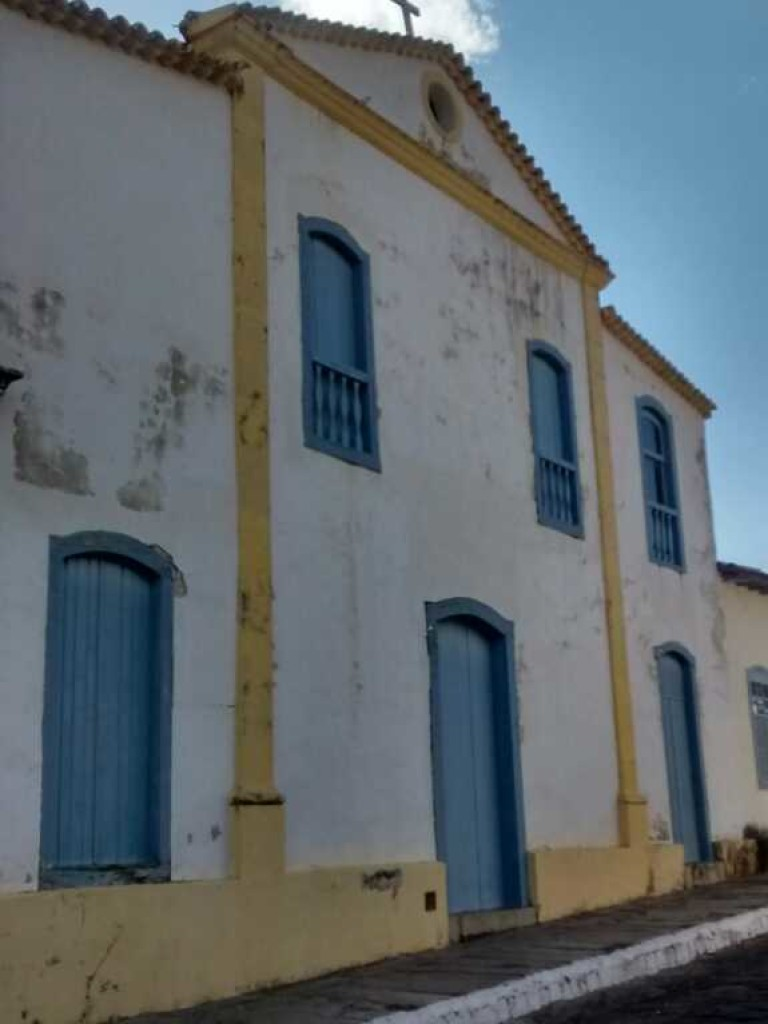
Igreja de Nossa Senhora do Carmo
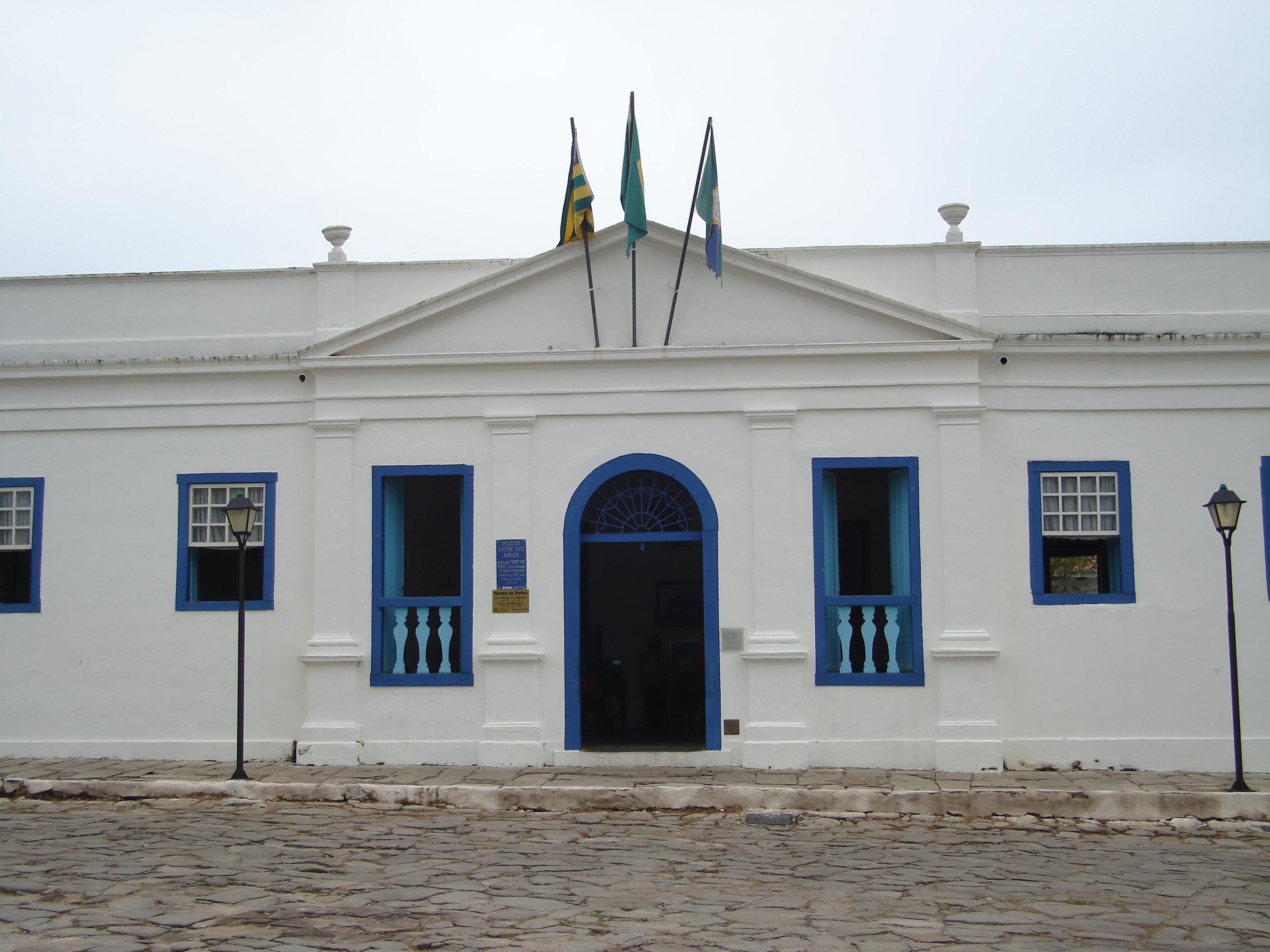
Palácio do Conde dos Arcos
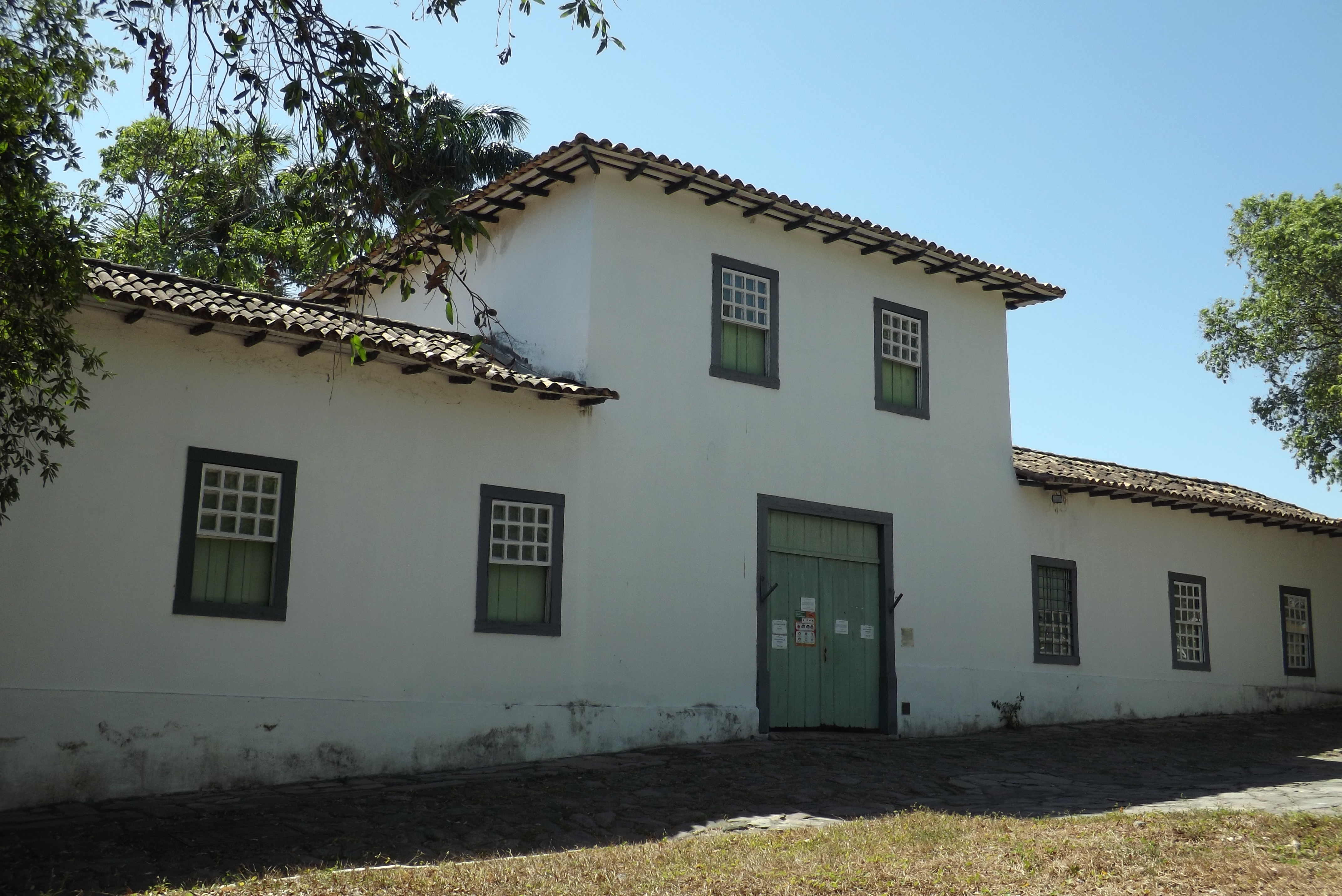
Quartel do XX